# Pigeonnier du Moulin Grand

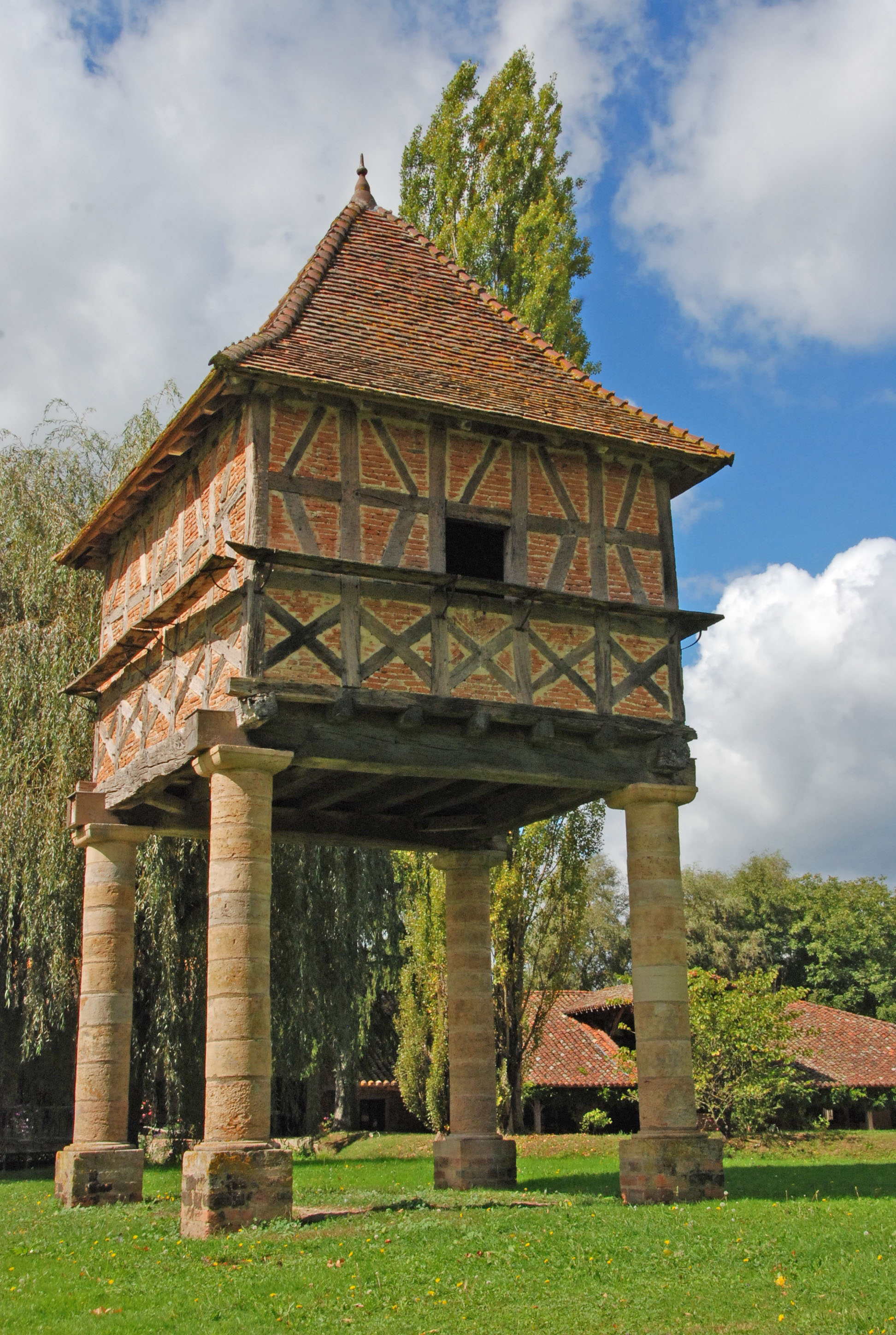
Pigeonnier du Moulin Grand in Perrex

Der Pigeonnier du Moulin Grand (deutsch Taubenhaus der Großen Mühle) in Perrex, einer französischen Gemeinde im Département Ain in der Region Auvergne-Rhône-Alpes, wurde im 17. Jahrhundert errichtet. Das Taubenhaus steht seit 1993 als Monument historique auf der Liste der Baudenkmäler in Frankreich.
Das Taubenhaus steht auf vier steinernen Säulen mit jeweils rechteckiger Basis und einfachen Kämpfern. Der Taubenschlag in Fachwerkbauweise wird von einem Pyramidendach abgeschlossen.